# Baby Did a Bad Bad Thing
Pour les articles homonymes, voir Baby.
Clip vidéo
[vidéo] « Baby Did a Bad Bad Thing -  Chris Isaak (Official Music Video) », sur YouTube
Baby Did a Bad Bad Thing est une chanson blues rock électrique, de l'auteur-compositeur-interprète-guitariste américain Chris Isaak, single extrait de son cinquième album Forever Blue (en) paru en 1995 (un des plus importants succès internationaux de sa carrière).

## Histoire
Avec ce titre, Chris Isaak reprend un des riffs de blues électrique les plus emblématiques du blues rock américain, celui de Boogie Chillen' (1948) de John Lee Hooker (repris entre autres avec Shake Your Hips, de Slim Harpo (1966), On the Road Again  (1968) de Canned Heat, ou La Grange (1973) de ZZ Top...).
Ce titre de 1995 connait un important regain de succès avec sa reprise pour la bande originale de l'ultime film de Stanley Kubrick, Eyes Wide Shut sorti en 1999, avec le couple Tom Cruise et Nicole Kidman.  

## Palmarès
Le single atteint la 25e place du Adult Top 40 (en) Billboard américain en 1999, et l'album culmine à la 31e position du Billboard 200 américain, nommé pour un Grammy Awards du meilleur album rock, et vendu à plus de 1,2 million d'exemplaires dans le monde.

## Clip
Après avoir réalisé le clip fantasmatique à succès de Wicked Game de 1989, avec la top modèle Helena Christensen, le photographe de mode et réalisateur américain Herb Ritts réalise ce nouveau clip teinté d'érotisme, à la suite du succès international du film Eyes Wide Shut (1999) de Stanley Kubrick, avec Chris Isaak et la top modèle Laetitia Casta dans des chambres d'un hotel, inspiré du thème du film de « désirs érotiques fantasmatiques adultères ». 

## Cinéma
- 1999 : Eyes Wide Shut, de Stanley Kubrick, avec Tom Cruise et Nicole Kidman[10].